# Tennessee Gas Pipeline
Tennessee Gas Pipeline — трубопровідна система, споруджена для подачі природного газу з півдня США до штатів на північному сході країни.
Компанію для спорудження першого далекомагістрального трубопроводу, який проведе природний газ із регіону Мексиканської затоки на північний схід країни, створили у 1940-му. Після цього кілька років пройшло у марних спробах організувати належне фінансування, поки зростаючий дефіцит блакитного палива в індустріальному регіоні Аппалачів на тлі розгортання критично важливого воєнного виробництва не забезпечив підтримку федерального уряду та підприємців. Зимою 1944 році ввели в експлуатацію газопровід довжиною 1265 миль, що починався від газопереробного заводу в Дрісколл (Техас). Майже по всій довжині він мав діаметр 600 мм, і лише останні 85 миль виконали в діаметрі 500 мм. Пропускна здатність об'єкту становила 2,1 млрд м3 на рік. Він став одним із перших далекомагістральних газопроводів, виконаних виключно із застосуванням зварних з'єднань.
У результаті постійного розвитку та численних модернізацій, довжина системи Tennessee Gas Pipeline в кінці 2000-х років досягла 14500 миль. Її основна траса починається в Південно-Техаському басейні, проходить по штату у північно-східному напрямку через басейни узбережжя Мексиканської затоки та Східно-Техаський басейн, потім продовжує свій шлях через північну Луїзіану, Арканзас та Міссісіпі до Теннессі. Тут до неї приєднуються ще дві гілки із південного заходу та південного сходу Луїзіани, після чого Tennessee Gas Pipeline перетинає Кентуккі та Огайо, прямуючи до штатів північного сходу США. В останньому районі вона проходить через Пенсільванію, Нью-Йорк та Массачусетс до Нью-Гемпширу, що вирізняє її серед інших подібних магістральних систем (Transco, Texas Eastern Transmission), які не заходять так далеко в Нову Англію.
Станом на 2008 рік за загальною пропускною здатністю Tennessee Gas Pipeline займала 6 місце в країні з показником майже 69 млрд м3 на рік. При цьому за фактичним обсягом транспортування у 2007 році — 18,5 млрд м3 — вона була на четвертому місці, незначно випереджаючи Natural Gas Pipeline Company of America.
Система Tennessee Gas Pipeline може отримувати ресурс для транспортування з різноманітних джерел, зокрема з:
- хабу Agua Dulce на півдні Техасу, через який подається ресурс місцевих родовищ, зокрема, по системі Southcross;
- хабу Перрівіль на півночі Луїзіани, куди через Gulf South Pipeline, Gulf Crossing, Midla, Enable Gas Transmission постачається продукція ряду нафтогазоносних басейнів, включаючи ресурс сланцевих формацій Барнетт, Вудфорд та Хейнсвіль;
- газопроводу Regency Intrastate Gas в Луїзіані, який обслуговує видобуток зі сланцевої формації Хейнсвіль;
- хабу Joilet на околиці Чикаго, до якого подається блакитне паливо канадського походження через газопроводи Northern Border та Alliance (через газопровід-інтерконнектор Midwestern Gas Transmission);
- власного інтерконектору з канадською системою TransCanada в районі Ніагарського водоспаду;
- інших трубопроводів, які постачають блакитне паливо канадського походження на північний схід США — Iroquois Gas Transmission, Portland Natural Gas Transmission, Maritimes&Northeast;
- терміналу ЗПГ Еверетт на східному узбережжі США у штаті Массачусетс.
Також до певного моменту розвивали подачу до системи Tennessee Gas Pipeline ресурсу з терміналів для прийому зрідженого природного газу на узбережжі Мексиканської затоки, як то Сабін-Пасс (через трубопроводи Creole Trail Pipeline та Kinder Morgan Louisiana Pipeline), Камерон (через Cameron Pipeline). А в Огайо спорудили інтерконектор між Tennessee Gas Pipeline та газопроводом Rockies Express, спорудженим в кінці 2000-х для постачання на схід продукції басейнів Скелястих гір. Проте використання цих джерел припинилось вже у 2010-х роках внаслідок «сланцевої революції», яка включає розробку формацій Утіка та Марцеллус саме в районі головного цільового ринку Tennessee Gas Pipeline — на північному сході США. В результаті починаючи з 2015 року східна частина Rockies Express реверсована для подачі «сланцевого газу» із згаданих формацій. Що стосується південних терміналів, то вони перетворені чи плануються до перетворення на експортні заводи ЗПГ. Лише термінал Еверетт у Массачусетсі на східному узбережжі продовжив імпорт палива для покриття пікових навантажень, оскільки адміністративні перепони стали на заваді швидкому розвитку газопровідної мережі в Новій Англії.
Таким чином, основним ресурсом для наповнення північної частини Tennessee Gas Pipeline поступово став «сланцевий газ», який подається через існуючі в регіоні інтерконектори з численними старими системами або за допомогою нових, як то Equitrans Pipeline. Для південної ж частини новим завданням стане постачання експортних заводів ЗПГ, наприклад, Корпус-Крісті в Техасі.
Що стосується центрального сегменту Tennessee Gas Pipeline, то існують плани перепрофіліювання ділянки довжиною 964 милі для транспортування зріджених вуглеводневих газів, які також надходять у великій кількості зі сланцевих формацій. Сегмент від округу Коламбіана в Огайо до парафії Natchitoches в Луїзіані можуть реверсувати в межах проекту Utica Marcellus Texas Pipeline.